# Sechelt (peuple)
Pour les articles homonymes, voir Sechelt.
Sechelt (désormais souvent transcrit « Shíshálh ») désigne une tribu d'Amérindiens salish (branche salish de la côte) originaire de la région de la baie Jervis, en Colombie-Britannique au Canada.

## Histoire
Deux mille ans avant l'ère commune, le peuple habitant les rives de la mer des Salish pratiquait des rites funéraires considérés comme « parmi les plus élaborés d'Amérique du Nord avant la venue des Européens ».

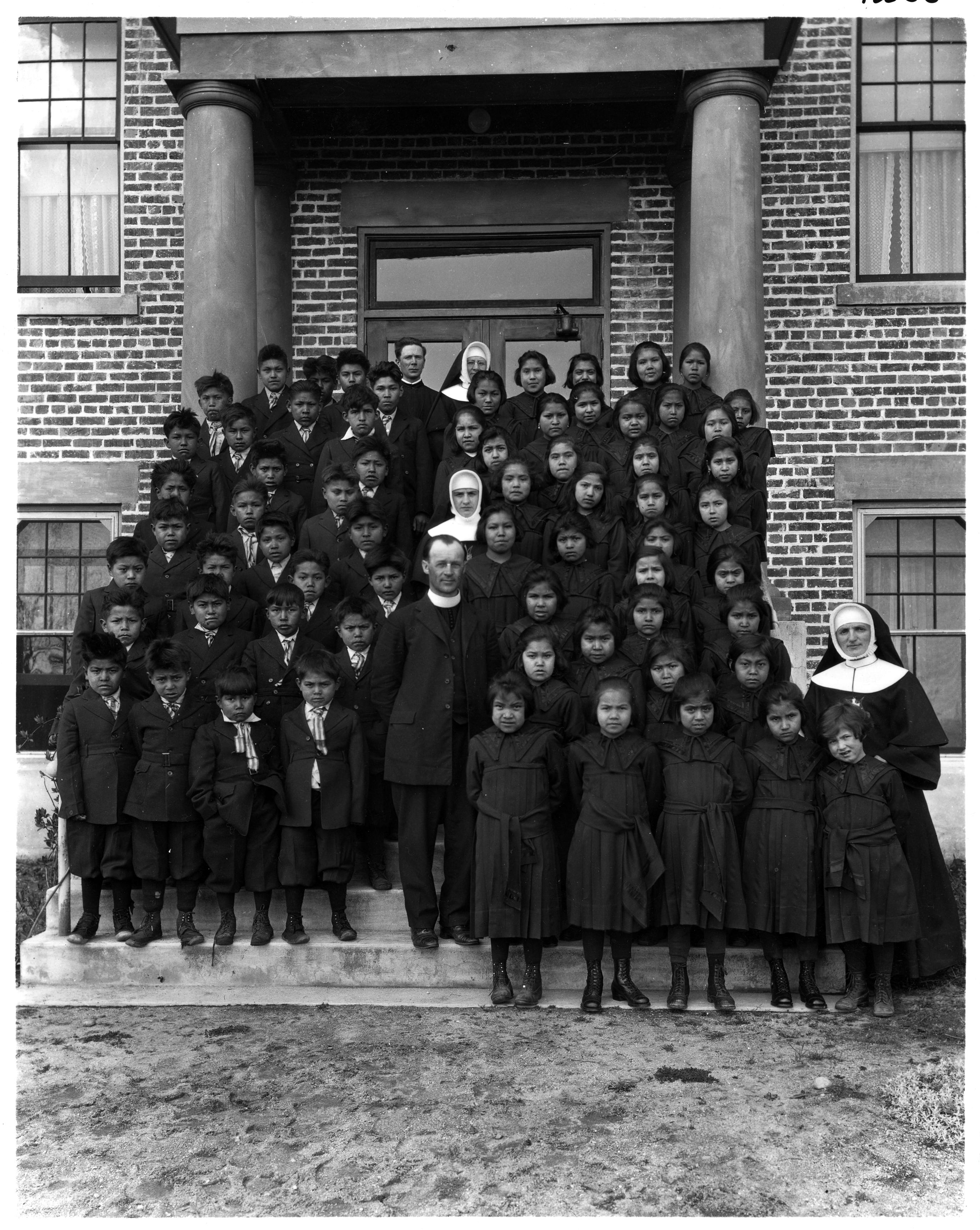
Des enfants Sechelt dans une mission chrétienne, vers 1924.

Aux XIXe siècle et au XXe siècle, les enfants Sechelt étaient contraints de vivre dans des établissements scolaires de type anglosaxon où ils étaient coupés de leur langue et de leur culture. En 2023, la nation Shíshálh obtient du gouvernement canadien un dédommagement financier pour ces pratiques.

## Gouvernance
La nation Shíshálh est gouvernée par un chef et un conseil élus. Dans la langue sechelt, le mot pour « chef » est hiwus, et le mot pour conseiller est hihewus. La Nation organise des élections tous les trois ans.
En 1986, la nation shíshálh devient le premier gouvernement autochtone au Canada à obtenir l'autodétermination en vertu de la Loi sur l'autonomie gouvernementale de la nation shíshálh (anciennement la Loi sur l'autonomie gouvernementale des Indiens secheltes). Elle crée le district gouvernemental de la nation shíshálh (SNGD), un district gouvernemental des Premières Nations comprenant 33 anciennes « réserves indiennes », aujourd'hui appelées « terres de la nation shíshálh » ou « SNL ». La loi permet en outre à la DSNG d'être admissible aux avantages municipaux offerts aux autres municipalités de la Colombie-Britannique, comme l'adoption de lois, de règlements administratifs et d'impôts.
La nation shíshálh entame des négociations indépendantes avec le Canada et la Colombie-Britannique dans le cadre du processus des traités de la Colombie-Britannique en 1994 et atteint l'étape 3, la négociation d'une entente-cadre en août 1995. Par la suite, les négociations stagnent à l'étape 4 et la nation est inscrite sur la liste « Ne négociant pas actuellement » par la commission des traités de la Colombie-Britannique.
Le 4 octobre 2018, la nation shíshálh et la province de la Colombie-Britannique signent une entente de réconciliation historique qui appuie l'autodétermination et l'autonomie gouvernementale shíshálh. Il s'agit d'un engagement visant à travailler ensemble pour protéger l'environnement, ainsi que pour promouvoir les opportunités économiques et la croissance pour la nation shíshálh et l'ensemble de la région Sechelt. L'accord comprend le transfert de terres et l'engagement en faveur d'un cadre de prise de décision partagé pour la foresterie, les amarrages et d'autres autorisations foncières et de ressources au sein de la shíshálh swiya.